# Vicchio
Vicchio es una localidad italiana de la ciudad metropolitana de Florencia, región de Toscana, con 8200 habitantes.

## Evolución demográfica
| Gráfica de evolución demográfica de Vicchio entre 1861 y 2001 |
|                                                               |
| Fuente ISTAT — elaboración gráfica por parte de Wikipedia     |